# Vuelta al Besaya
La Vuelta al Besaya est une course cycliste espagnole qui se déroule au mois de juin autour du fleuve de la Besaya, en Cantabrie. Créée en 1987, elle est disputée par des cyclistes juniors (moins de 19 ans).  
Depuis 2016, une épreuve est également organisée en catégorie cadets (moins de 17 ans). 

## Palmarès

### Juniors
| Année | Vainqueur            | Deuxième             | Troisième                |
| ----- | -------------------- | -------------------- | ------------------------ |
| 1987  | José Manuel Uria     | Ignacio Piñera       | José Ángel Vidal         |
| 1988  | Miguel Ángel Sánchez | Ignacio Piñera       | Juan Manuel Escudero     |
| 1989  | Marcos Serrano       | Borja Izkara         | Javier Pascual Llorente  |
| 1990  | José Manuel Movellan | Denis Kassimtsev     | Agustín Ares             |
| 1991  | Denis Kassimtsev     | Dirk Müller          | Antonio Suárez           |
| 1992  | Juan Cetulio         | Roberto Heras        | Francisco M. Auvay       |
| 1993  | David Bernabéu       | Carlos Robles        | Alberto Ibáñez           |
| 1994  | Nacor Burgos         | Luis A. Delgado      | Enrique Exposito         |
| 1995  | Christian Lorenz     | Saúl Barrigón        | Frank Bötzen             |
| 1996  | Hugo Carrio          | David Muñoz          | Carlos Redondo           |
| 1997  | Sebastian Lang       | Benjamín Noval       | Diego González           |
| 1998  | Sérgio Paulinho      | Torsten Hiekmann     | Patrik Sinkewitz         |
| 1999  | David de la Fuente   | Irakli Abramyan      | José Alberto Benítez     |
| 2000  | Antonio Olmo         | Didac Ortega         | Aitor Hernández          |
| 2001  | Luis León Sánchez    | David Muntaner       | Oleksandr Kvachuk        |
| 2002  | Mikhail Ignatiev     | Nikolay Trusov       | Anton Mindlin            |
| 2003  | José Joaquín Rojas   | Víctor Rodríguez     | David Abal               |
| 2004  | David Abal           | Thomas De Gendt      | Alexander Maul           |
| 2005  | Florentino Márquez   | Alberto Ramos        | Pablo Martín             |
| 2006  | Joris Wagemans       | Jan Van Eepoel       | Yaroslav Malaxov         |
| 2007  | Víctor Cabedo        | Dominik Eberle       | Miguel Ángel Lucena      |
| 2008  | Miguel Ángel Lucena  | Jordi Simón          | Ramón Domene             |
| 2009  | Ibai Salas           | Shaun-Nick Bester    | David Diañez             |
| 2010  | Bob Jungels          | Evgeny Shalunov      | Kirill Sveshnikov        |
| 2011  | Alexey Ryabkin       | Alexey Rybalkin      | Evgeny Zateshilov        |
| 2012  | Cristian Rodríguez   | David Casillas       | Iván García Cortina      |
| 2013  | Cristian Rodríguez   | Álvaro Cuadros       | Christofer Jurado        |
| 2014  | Jorge Iván Gómez     | Diego Pablo Sevilla  | Miguel Ángel Ballesteros |
| 2015  | Jhonatan Narváez     | Juan Pedro López     | Joan Ruiz Vicens         |
| 2016  | Daniel Viegas        | Íñigo Elosegui       | João Almeida             |
| 2017  | Eugenio Sánchez      | Rafael Pineda        | Abner González           |
| 2018  | Alex Martín          | Carlos Rodríguez     | Sinuhé Fernández         |
| 2019  | Carlos Rodríguez     | Juan Ayuso           | Raúl García Pierna       |
| 2020  | Arnau Gilabert       | Juan Ayuso           | Sergio Gutiérrez         |
| 2021  | António Morgado      | Brayan Molano        | Lucas Lopes              |
| 2022  | António Morgado      | Nil Aguilera         | Nil Gimeno               |
| 2023  | Jasper Schoofs       | Gibbe Staes          | Aless De Bock            |
| 2024  | Adrià Pericas        | Senna Remijn         | Jasper Schoofs           |
| 2025  | Benjamín Noval       | Maksymilian Matyasik | Jort Dockx               |

#### Victoires par pays
| Victoires | Pays       |
| --------- | ---------- |
| 25        | Espagne    |
| 3         | Russie     |
| 3         | Portugal   |
| 2         | Allemagne  |
| 1         | Belgique   |
| 1         | Luxembourg |
| 1         | Colombie   |
| 1         | Équateur   |

### Cadets
| Année | Vainqueur        | Deuxième        | Troisième          |
| ----- | ---------------- | --------------- | ------------------ |
| 2016, | Carlos Rodríguez | Jon Barrenetxea | Fernando Álvarez   |
| 2017  | Carlos Rodríguez | Pablo Gutiérrez | Alejandro Piquero  |
| 2018  | Juan Ayuso       | Adrián Requena  | Francesc Bennassar |
| 2019  | non disputé      | non disputé     | non disputé        |
| 2020  | Abel Rosado      | António Morgado | Oriol Alcaraz      |